# Zwitter (Geologie)
Mit Zwitter bezeichnet man in der Geologie und in der Bergmannsprache eine Gesteinsbildung in Granit-Stöcken, die mit Greisen verbunden ist. Es handelt sich um feinkörnige und wenig umgewandelte Zinnlagerstätten von geringer Mächtigkeit. Größere „Stock“-artige Vorkommen dieser Art sind die sogenannten „Zwitterstöcke“ oder „Zwitterstockwerke“. Diese Lagerstätten enthalten oft bedeutende Erzvorräte.
Die Bezeichnung stammt aus dem Erzgebirge (15. Jahrhundert). Damals hielt man das Zinndioxid Kassiterit ({\displaystyle SnO_{2}}) für einen Zwitter aus Erz und Gestein.